# Grady (serie televisiva)
Grady è una sitcom statunitense trasmessa dalla NBC a cavallo tra il 1975 e il 1976, con inizio in dicembre. La serie fu uno spin-off di un'altra produzione, Sanford and Son.
Il protagonista, Grady Wilson, interpretato da Whitman Mayo, amico di Fred e Lamont Sanford, si è trasferito a Westwood, in Virginia, con i suoi familiari. Nella seconda puntata appare anche Fred Sanford, impersonato come sempre da Redd Foxx. La serie non perpetuò il successo del telefilm di origine, e sopravvisse solo 3 mesi con 10 puntate, chiudendo i battenti l'11 marzo 1976. In Italia il telefilm è a tutt'oggi inedito.

## Episodi
| nº | Titolo originale           | Prima TV USA     |
| -- | -------------------------- | ---------------- |
| 1  | Be It Ever So Humble       | 4 dicembre 1975  |
| 2  | The Driving Force          | 11 dicembre 1975 |
| 3  | Merry Birthday, Happy Xmas | 18 dicembre 1975 |
| 4  | Grady's Night In           | 25 dicembre 1975 |
| 5  | Night School               | 8 gennaio 1976   |
| 6  | The Meterman               | 22 gennaio 1976  |
| 7  | The Strike                 | 29 gennaio 1976  |
| 8  | Bureaucracy                | 12 febbraio 1976 |
| 9  | Grady Takes a Wife         | 4 marzo 1976     |
| 10 | The Weekend                | 11 marzo 1976    |